# Zilling
 Zilling  es una comuna y población de Francia, en la Región de Gran Este, departamento de Mosela, en el distrito de Sarrebourg-Château-Salins y cantón de Phalsbourg.
Está integrada en la Communauté de communes du Pays de Phalsbourg .

## Demografía
| Gráfica de evolución demográfica de Zilling entre 2004 y 2019 |
|                                                               |

Fuentes: INSEE.

## Políticos
Elecciones Presidential Segunda Vuelta:
| Elección | Elección | Candidato Ganador | Partido | %     |
| -------- | -------- | ----------------- | ------- | ----- |
|          | 2022     | Marine Le Pen     | RN      | 70,15 |
|          | 2017     | Marine Le Pen     | FN      | 53,50 |
|          | 2012     | Nicolas Sarkozy   | UMP     | 81,18 |
|          | 2007     | Nicolas Sarkozy   | UMP     | 77,16 |
|          | 2002     | Jacques Chirac    | RPR     | 73,17 |